# Cryptolaria exserta
Cryptolaria exserta is een hydroïdpoliep uit de familie Lafoeidae. De poliep komt uit het geslacht Cryptolaria. Cryptolaria exserta werd in 1858 voor het eerst wetenschappelijk beschreven door Busk. 